# AV NOVA
Atletiek Vereniging Nova, ook wel Nova genoemd,  is een atletiekvereniging in Warmenhuizen. Nova is erg actief met loopafstanden, maar ook de andere onderdelen worden beoefend. De vereniging is aangesloten bij de Atletiekunie.

## Historie
Atletiekvereniging Nova is opgericht op 14 januari 1980. Van 1980 tot 2008 werd er getraind op de ijsbaan van Warmenhuizen. Zomers op een 400 meter grasbaan en in de winter op een grindbaan van 525 meter. Sinds 2008 is Nova in bezit van een 4-laans atletiekbaan.

## (Oud) atleten Nova

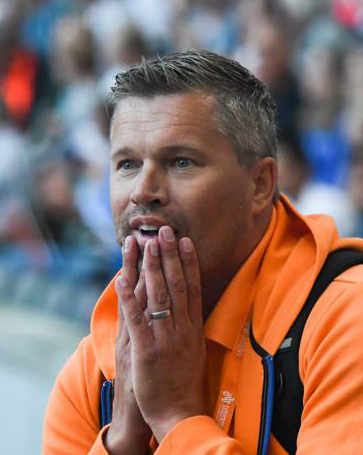
Sven Ootjers

- Linda Hurkmans
- Silvia Kruijer
- Manon Kruiver
- Sven Ootjers
- Jorg Ootjers
- Ted Smit